# CS Horror
CS Horror (do listopadu 2019 Horor Film) je první český filmový kanál věnující se výhradně hororovému, mystery a fantasy žánru. Kanál cílí především na muže ve věku 18 až 34 let. Do vysílání jsou zařazovány pouze filmy a minisérie. Seriály s touto tematikou zde divák zatím nenajde. Filmy nejsou přerušovány reklamou. Ve vysílání se objevuje také filmová produkce studentů filmových škol. Provozovatelem kanálu je Československá filmová společnost s.r.o. provozující mimo jiné také filmový kanál CS Film, dětský CS Mini a dokumentární CS Mystery. Horor Film vysílá v čase od 24. do 6. hodiny ráno.

## Historie
Přípravy na vysílání stanice započaly již v roce 2010 a vyvrcholily startem o půlnoci dne 14. února 2013. Od počátku bylo vysílání dostupné v kabelových sítích společnosti UPC Česká republika a u satelitního operátora Skylink, odkud je vysílán distribuční signál pro ostatní operátory. Vysílání bylo zahájeno filmem Poslední výkřik s Ivetou Bartošovou v hlavní roli, následoval britsko-německý horor Černá smrt a italský Koncert hrůzy.
V sobotu 16. února 2013 měl premiéru magazín zajímavostí a novinek ze světa hororových filmů Noční zprávy.
V květnu si Horor Film pro své diváky nachystal víkendy s českými horory Project, Čepel smrti a Někdo tam dole mě má rád.
Dne 31. října 2013 odvysílal Horor Film blok věnovaný svátku Halloween s názvem Vychutnejte si svou dýni na Halloween na Horor Film. V rámci tohoto večera byly představeny filmy Slunovrat, Bunkr smrti a Hlasy ze záhrobí.
V listopadu 2013 se stal kanál mediálním partnerem pátého ročníku festivalu hororových filmů Bloody Xmas 2013. Návštěvníci festivalu měli možnost si natočit vlastní krátký hororový snímek. Výsledný film následně cestoval po zahraničních festivalech.
Na Štědrý den 2013 byl odvysílán blok s názvem Krvavé Vánoce, v rámci kterého byly představeny filmy Krvavé stopy, Zmizení, Krvavý valentýn a Dveře do ticha.
V květnu 2014 byl v rámci bloku věnovaném pálení čarodějnic a Sabatu odvysílané filmy Černá kočka, Pravidlo č.1 a Noc oživlých mrtvol.
Dne 3. června 2014 přešlo vysílání stanice na širokoúhlý formát 16 : 9.
V úterý 2. září 2014 proběhla takzvaná servisní noc, při které bylo vysílání přerušeno na 30 až 40 minut.
Na Halloween v roce 2014 byly odvysílány hororové filmy Spiknutí, Krvavý Valentýn a Farma smrti.
V srpnu 2015 byla ukončena distribuce programu v kompresním formátu MPEG-2 a nově pokračovala v modernějším MPEG-4.
Dne 17. října 2016 byl Horor Film přidán do základní nabídky Dobrá TV satelitního operátora Flix TV.

## Noc hororožroutů
Soutěžní přehlídka nezávislých hororových filmů určená pro všechny tvůrce hororů. Snímky tvůrců byly premiérově odvysílány od 13. února 2014 vždy třináctý den v měsíci na filmovém kanálu Horor Film a reprízovány o následujícím víkendu. Tvůrce mohl získat Cenu Nosferatu od poroty a Cenu diváků za hlasy na sociální síti Facebook. Cena Nosferatu představovala finanční příspěvek ve výši 20 tisíc korun na tvorbu dalšího snímku, který bude Horor Film koprodukovat. Snímek musel být o délce nanejvýš 50 minut s kvalitním obrazem i zvukem v MPEG-2 a obrazovém poměru 4 : 3. Provozovatel stanice si vyhrazoval právo na odvysílání nového snímku bezúplatně, neomezeně a nevýhradně během celého roku.

### Cena Nosferatu 2014
- 1. místo: Třída smrti
- 2. místo: Neusínej 2
- 3. místo: Karbon
- 4. místo: Casa Carnivora
- 5. místo: Cirgula

### Cena diváků 2014
- 1. místo: Nebezpečný zájezd
- 2. místo: Maledictus
- 3. místo: Třída smrti

## Dostupnost

### Satelitní vysílání
| Družice                | Frekvence (GHz), SR, FEC | Platforma             | Kódování                             | Vysílací čas (SEČ) | Poznámka                                         |
| ---------------------- | ------------------------ | --------------------- | ------------------------------------ | ------------------ | ------------------------------------------------ |
| Belintersat 1 (51.5°E) | 11.350/H, 45000, 5/6     | Pantelio              | Panaccess                            | 00:00 - 06:00      | Distribuce pro slovenské kabelové televize (DTC) |
| Astra 3B (23.5°E)      | 11.934/V, 27500, 3/4     | Skylink               | Cryptoworks, Irdeto 2, Viaccess 5.0  | 00:00 - 06:00      | Hlavní distribuční signál                        |
| Thor 6 (0.8°W)         | 11.727/V, 28000, 7/8     | Freesat by UPC Direct | Cryptoworks, Irdeto 2, Nagravision 3 | 00:00 - 06:00      | [ 17 ]                                           |

### Kabelová televize
Níže je uveden seznam kabelových sítí, ve kterých je nabízen program Horor Film.

#### Česko
- Nej.cz
- UPC Česká republika

### IPTV
Níže je uveden seznam IPTV operátorů, ve kterých je nabízen program Horor Film.

#### Česko
- ItSelf
- Sitel

#### Slovensko
- Magio TV